# Amazonas Palace Hotel
O Amazonas Palace Hotel é um hotel tradicional de Belo Horizonte, capital do estado brasileiro de Minas Gerais. Foi inaugurado em 1952 pela família Haas.

## História
O hotel abriga o famoso Bar Tejuco, que era frequentado pela elite mineira, a qual podia apreciar nesse espaço o som do piano e jazz e ainda os painéis artísticos do famoso pintor e escultor francês. .
Os temas dos quadros de Tattin incluem várias referências à cidade de ""Tejuco"", hoje conhecida como Diamantina. Talvez por isso, o bar ""Tejuco"" tenha sido bastante frequentado, na época, pelo ex-presidente Juscelino Kubitschek, que também foi prefeito de Belo Horizonte e governador do estado de Minas Gerais.
Outras obras adornam o local. No hall de entrada do Amazonas Palace, por exemplo, pode-se admirar o painel de Theodoro Braga, inspirado nas culturas indígenas.

## Tombamento
O projeto arquitetônico do prédio foi elaborado por Mazoni e Magalhães no estilo “protomoderno” e o imóvel foi tombado pelo patrimônio histórico da cidade em 2003. O estilo "protomoderno" é de marcante presença na cidade de Belo Horizonte, a primeira cidade construída e planejada para ser capital de um estado no Brasil, e refletindo o espirito de grande desenvolvimento e modernização do Brasil dos anos 50.

## Localização
O Amazonas Palace localiza-se bem no centro do quarteirão do único trecho de mão única da grande Avenida Amazonas em Belo Horizonte. Sendo uma das principais e mais movimentadas avenidas da cidade, nesse trecho entretanto, ela abriga as famosas palmeiras imperiais, que sombreiam o caminho de calçadas largas entre as Praças Sete e da Estação, passando por diversos bares e restaurantes com comida típica local.